# Drosophila phalerata
Drosophila phalerata – gatunek muchówki z rodziny wywilżnowatych i podrodziny Drosophilinae.
Gatunek ten opisany został w 1830 roku przez Johanna Wilhelma Meigena.
Muchówka o ciele długości od 2 do 2,5 mm. Na głowie para szczecinek orbitalnych skierowanych w tył jest znacznie cieńsza niż ich para skierowana w przód, a pierwsza para szczecinek perystomalnych ma długość od ⅓ do ½ długości wibrys. Czułki mają człon trzeci krótko owłosiony, dwukrotnie dłuższy niż szeroki i nie dłuższy niż dwukrotność długości członu drugiego, zaś aristę z wierzchołkowym rozwidleniem i co najmniej dwoma promieniami na spodniej stronie. Chetotaksję tułowia cechuje sześć przedszwowych rzędów szczecinek środkowych grzbietu w przedniej części śródplecza, w których wszystkie szczecinki są tak samo krótkie oraz spośród trzech górnych par szczecinek sternopleuralnych przednia najkrótsza, a tylna najdłuższa. Użyłkowanie skrzydła odznacza się żyłką subkostalną bez sierpowatego zakrzywienia za żyłką barkową, tylną komórką bazalną zlaną z komórką dyskoidalną oraz wierzchołkowym odcinkiem żyłki medialnej M1+2 nie dłuższym niż trzykrotność odcinka tej żyłki między żyłkami poprzecznymi przednią i tylną. Wszystkie pary odnóży mają szczecinki przedwierzchołkowe na goleniach. Przednie stopy mają pierwszy człon nie krótszy niż drugi i trzeci razem wzięte. Odwłok ma ciemne, niezbyt szeroko pośrodku przerwane przepaski na tylnych brzegach tergitów. Narządy rozrodcze samca mają na środkowych brzegach edytów grzebienie złożone z 13–18 długich kolców i dobrze rozwinięte szczecinki.
Owad znany z prawie wszystkich krajów Europy, w tym z Polski, a ponadto z Bliskiego Wschodu i wschodniej Palearktyki.